# Браунау на Ину
Браунау на Ину град је у северозападној Аустрији. По величини је трећи град у покрајини Горња Аустрија, где је и седиште истоименог округа Браунау на Ину.

## Природне одлике
Браунау на Ину се налази у северозападном делу Аустрије, на самој граници са Немачком, у бреговитом подручју десне обале реке Ин. Град је удаљен око 300 км од Беча. Десна обала припада Баварској.

## Становништво
| 1981.  | 1991.  | 2001.  | 2011.  |
| ------ | ------ | ------ | ------ |
| 16.318 | 16.264 | 16.337 | 16.197 |

По процени из 2016. у граду је живело 16887 становника. Пре једног века град је имао три пута више становника. Последњих деценија својим растом ка Линцу спојио се са главним градом.

## Историја
Током Првог светског рата у месту се налазио заробљенички логор, у коме је било и српских заробљеника и интерниране омладине. За њих је уз помоћ Хришћанске заједнице младих људи организована виша основна школа.
У месту је јуна 2022. откривен споменик српском петлу Валтеру, у спомен на причу из Првог светског рата.

## Родно место Адолфа Хитлера
Адолф Хитлер је рођен у овом граду 20. априла 1889. и ту је провео неколико година детињства. Године 1989. градоначелник Браунауа Герхард Шкиба (Gerhard Skiba) одредио је да се испред Хитлерове родне куће подигне антиратни и антифашистички споменик.
Од 1992. Савез за историју организује Браунауске историјске дане. Након 1998. организују се годишњи састанци аустријске „службе сећања“. 
Године 2000. локални часопис „Браунауер рундшау“ (Braunauer Rundschau) је иницирао потписивање петиције „Браунау даје знак“.

## Галерија
- Камен сећања на жртве фашизма
- Главни трг
- Месна црква
- Градска кућа